# Дитионат натрия
Дитионат натрия — неорганическое соединение, натриевая соль дитионовой кислоты,
бесцветные кристаллы,
растворяется в воде,
образует кристаллогидраты.

## Физические свойства
Дитионат натрия образует бесцветные кристаллы, растворяется в воде, не растворяется в этаноле.
Образует кристаллогидрат состава Na2S2O6•2H2O, который теряет воду при 110°С.

## Химические свойства
При нагревании разлагается с образованием сульфата натрия и оксида серы(IV):
Na2S2O6 → Na2SO4 + SO2